# باول إليسون
باول إليسون (بالإنجليزية: Paul Ellison)‏ هو معلم موسيقى أمريكي، ولد في 17 أكتوبر 1941.

## وصلات خارجية
- باول إليسون على موقع ميوزك برينز (الإنجليزية)